# 峨眉铁线蕨
峨眉铁线蕨（学名：Adiantum roborowskii），为铁线蕨科铁线蕨属下的一个植物变种变型。
变型名 faberi 以19世纪来中国传教、收集植物的德国植物学家花之安（Ernst Faber, 1839-1899）的名字命名。